# Dierk Hoff
Dierk Hoff (* 1948) ist ein ehemaliger Unterstützer der Rote Armee Fraktion (RAF). Er war kein Mitglied der Terrororganisation, baute jedoch 1972 mehrere Bomben, die dann von der RAF eingesetzt wurden. 1977 wurde er zu vier Jahren und acht Monaten Freiheitsstrafe verurteilt.

## Leben
Dierk Hoff wurde als eines von drei Kindern des bekannten Internisten und Medizinprofessors an der Universität Frankfurt am Main Ferdinand Hoff geboren. Nach einer unerfreulichen „Schulkarriere“ mit vielen Schulwechseln, und einem Versuch als Töpfer und einem Maschinenbaupraktikum gründete er im Frankfurter Nordend ein „Studio Metall“, in dem er künstlerisch und handwerklich tätig war.  Für den Künstler Bernhard Höke konstruierte er Katapulte und „Wegwerfer“ sowie „Musikmaschinen“ und automobilen Musikinstrumenten, den „fin cars“.  Er unterhielt Kontakte zur linken Szene. Ende 1971 wurde er von den RAF-Mitgliedern Holger Meins und Jan-Carl Raspe aufgesucht und gebeten, Handgranatenattrappen, Rohrmäntel und andere Gegenstände als Requisiten für einen Film zu bauen. Auf Hoffs Nachfrage, um was für einen Film es sich handele, habe Meins mit dem Satz geantwortet:

„Eine Art Revolutionsfiktion.“

Es stellte sich heraus, dass er echte Handgranaten und andere Waffen für die RAF bauen sollte. Nach eigenen Angaben habe Hoff, als er dies erkannte, empört versucht auszusteigen und sei daraufhin von Meins und Raspe mit Waffen bedroht worden. Er sei danach so eingeschüchtert gewesen, dass er weiter für die Gruppe arbeitete, gab er später an. Allerdings erhielt Hoff für seine Mitwirkung von den RAF-Mitgliedern mehrere tausend D-Mark in bar, die er annahm. Inwieweit die von Hoff gebauten Gegenstände eingesetzt wurden, ist nicht abschließend geklärt. Nachgewiesen ist der Einsatz einer von ihm gebauten Bombe bei dem Anschlag auf das Hauptquartier des V. Corps der US-Armee in Frankfurt 1972, bei dem es zwei Tote gab. Jedoch kamen auch noch diverse andere Sprengsätze zum Einsatz, sodass Hoffs Verantwortung für die Toten fraglich ist. Er wurde in diesem Zusammenhang später nicht angeklagt.
1972 baute Hoff die sogenannte „Baby-Bombe“. Die Konstruktion bestand aus einem Stahlbehälter, den sich eine Frau umschnallen konnte. Der Behälter sah dann aus wie der Bauch einer Hochschwangeren. Nachdem die vermeintlich Schwangere die Bombe platziert hatte, konnte sie einen Ballon aufblasen, der wiederum einen dicken Bauch simulierte. Über die Baby-Bombe wurde immer wieder berichtet, sie wurde jedoch niemals eingesetzt.
Hoff war nach der Verhaftung der ersten Generation 1972 nicht mehr für die RAF aktiv. 1975 wurde er nach Aussagen einiger RAF-Mitglieder enttarnt und verhaftet. Der Staatsschutzsenat beim Oberlandesgericht Frankfurt am Main verurteilt Dierk Hoff 1977 wegen Verstoßes gegen das Waffengesetz, Unterstützung einer kriminellen Vereinigung und Körperverletzung zu vier Jahren und acht Monaten Haft.